# Porphyrochroa xavieri
Porphyrochroa xavieri är en tvåvingeart som beskrevs av Mendonca, Rafael och Ale-rocha 2008. Porphyrochroa xavieri ingår i släktet Porphyrochroa och familjen dansflugor. Inga underarter finns listade i Catalogue of Life.